# Mário Luís
Mário Luís (Santarém, 1941. május 25. – 1998. október 7.) portugál nemzetközi labdarúgó-játékvezető.

## Pályafutása

### Nemzeti játékvezetés
1977-ben lett az I. Liga játékvezetője. A nemzeti játékvezetéstől 1989-ben vonult vissza.

### Nemzetközi játékvezetés
A Portugál labdarúgó-szövetség Játékvezető Bizottsága (JB) terjesztette fel nemzetközi játékvezetőnek, a Nemzetközi Labdarúgó-szövetség (FIFA) 1979-től tartotta nyilván bírói keretében. Több nemzetek közötti válogatott és klubmérkőzést vezetett, vagy működő társának partbíróként segített. A portugál nemzetközi játékvezetők rangsorában, a világbajnokság-Európa-bajnokság sorrendjében többedmagával a 15. helyet foglalja el 2 találkozó szolgálatával. Az aktív nemzetközi játékvezetéstől 1986-ban búcsúzott.

#### Világbajnokság
A világbajnoki döntőhöz vezető úton Mexikóba a XIII., az 1986-os labdarúgó-világbajnokságra a FIFA JB bíróként alkalmazta.

##### 1986-os labdarúgó-világbajnokság

###### Selejtező mérkőzés
| Időpont            | Helyszín                      | Mérkőzés típusa           | Mérkőzés                  | Eredmény | Nézők száma |
| ------------------ | ----------------------------- | ------------------------- | ------------------------- | -------- | ----------- |
| 1984. november 14. | Windsor Park Stadion, Belfast | előselejtező (3. csoport) | Észak-Írország–Finnország | 2 : 1    | 19 457      |

#### Európa-bajnokság
Az európai-labdarúgó torna döntőjéhez vezető úton Franciaországba a VII., az 1984-es labdarúgó-Európa-bajnokságra az UEFA JB játékvezetőként foglalkoztatta.

##### 1984-es labdarúgó-Európa-bajnokság

###### Selejtező mérkőzés
| Időpont           | Helyszín                 | Mérkőzés típusa           | Mérkőzés             | Eredmény | Nézők száma |
| ----------------- | ------------------------ | ------------------------- | -------------------- | -------- | ----------- |
| 1982. október 27. | Rosaleda Stadion, Málaga | előselejtező (7. csoport) | Spanyolország–Izland | 1 : 0    | 15 132      |

---
A női európai labdarúgó torna döntőjéhez vezető úton Norvégia rendezte a 2., az 1987-es női labdarúgó-Európa-bajnokságot, ahol az UEFA JB játékvezetőként foglalkoztatta.

##### 1987-es női labdarúgó-Európa-bajnokság

###### Selejtező mérkőzés
| Időpont           | Helyszín              | Mérkőzés típusa           | Mérkőzés                   | Eredmény | Nézők száma |
| ----------------- | --------------------- | ------------------------- | -------------------------- | -------- | ----------- |
| 1967. október 28. | Városi Stadion, Gijón | előselejtező (4. csoport) | Spanyolország–Magyarország | 1 – 2    | 2500        |